# Apanteles nepe
Apanteles nepe är en stekelart som beskrevs av Nixon 1965. Apanteles nepe ingår i släktet Apanteles och familjen bracksteklar. Inga underarter finns listade i Catalogue of Life.